# Чжэнь (фамилия)

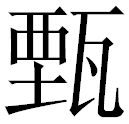

Чжэнь (Zhēn) — китайская фамилия (клан). Значение иероглифа — «гончарный круг».
Кантонское произношение — Янь (Yen). Вьетнамское — Тян (Chân). Корейское — Кён (경).

## Известные Чжэнь 甄
- Чжэнь Ло , 甄洛, (183—221) — жена императора Цао Пи, первого императора династии Цао Вэй, мать императора Цао Жуй (Троецарствие, гл. 33)